# Multiple Registration Protocol
Multiple Registration Protocol (MRP), autrefois connu sous les noms Generic Attribute Registration Protocol (GARP) et GARP VLAN Registration Protocol (GVRP) est un protocole standard de niveau 2 pour la configuration automatique des VLAN dans un réseau commuté. Il est défini par la norme IEEE 802.1ak.

## Generic Attribute Registration Protocol (GARP)
Le Generic Attribute Registration Protocol (GARP) (ou protocole d'enregistrement d'attribut générique) a été défini par l'IEEE pour fournir une architecture dynamique pour que les ponts (ou des commutateurs réseau) puissent enregistrer ou dés-enregistrer des attributs et leur valeur, comme les identifiants de VLAN ou l'appartenance à des groupes multicast. GARP définit une architecture, des règles d'opérations, les machines à états et les variables pour l'enregistrement et le dés-enregistrement des valeurs d'attributs. GARP est utilisé pour l'enregistrement de VLAN (GARP VLAN Registration Protocol) pour le trunking entre des commutateurs réseaux switches et par GARP Multicast Registration Protocol (GMRP).

## Multiple Registration Protocol (MRP)
La norme IEEE 802.1D mentionne l'idée d'enregistrement dynamique de l'appartenance aux groupes entre ponts.
Les commutateurs réseaux peuvent utiliser GVRP pour dynamiquement gérer l'enregistrement des VLAN.
Dans un réseau de niveau 2, MRP fournit une méthode pour partager dynamiquement les informations sur les VLAN et configurer les VLAN au besoin. Par exemple, pour ajouter un port d'un switch à un VLAN, seul le port nécessaire doit être configuré. Tous les trunks sont créés dynamiquement sur les commutateurs où MRP est activé. Sans MRP (ou le protocole propriétaire équivalent chez Cisco Systems, VTP), tout devrait être configuré manuellement.